# Prédateurs
Prédateurs è il terzo album in studio del gruppo musicale Les Discrets, pubblicato nel 2017 dalla Prophecy Productions.

## Tracce
1. Prédateurs – 1:57 (testo: Philip Wollen)
2. Virée nocturne – 3:57 (testo: Audrey Hadorn)
3. Les amis de minuit – 4:54 (testo: Hadorn)
4. Vanishing Beauties – 5:33 (testo: Teyssier)
5. Fleur des Murailles – 3:49 (testo: Victor Hugo)
6. Le reproche – 5:07 (testo: Henri de Régnier)
7. Les jours d'or – 4:14 (testo: Hadorn)
8. Rue Octavio Mey – 5:31 (testo: Teyssier)
9. The Scent of Spring (Moonraker) – 4:50 (testo: Teyssier – musica: Teyssier, Markus Stock)
10. Lyon - Paris 7h34 – 3:16 (testo: strumentale – musica: Teyssier, Neige)

## Formazione
- Fursy Teyssier - voce, chitarra, basso, tastiere
- Audrey Hadorn - voce aggiuntiva